# لودویگ اولاند
لودویگ اولاند (آلمانی: Ludwig Uhland؛ ۲۶ آوریل ۱۷۸۷ – ۱۳ نوامبر ۱۸۶۲) یک زبان‌شناس، و شاعر اهل آلمان بود.